# Поздняя дискинезия
По́здняя дискинези́я (тарди́вная дискинези́я, ПД) в широком смысле — любые насильственные непроизвольные движения, которые развиваются на фоне чаще всего длительного приёма лекарственных средств, блокирующих дофаминовые рецепторы (нейролептики, метоклопрамид и др.), и стойко сохраняются после отмены препарата по меньшей мере в течение одного месяца, а порой нескольких месяцев или лет. Это может быть «хореоподобный» или «хореоатетоидный» гиперкинез, дистония, тик, акатизия, миоклония, стереотипии, тремор или их сочетание.
В узком смысле под поздней дискинезией понимаются хореоподобные насильственные движения, включающие в себя жевательные и причмокивающие движения губ и языка, гримасничанье из-за поражения мышц лица и рта.
Поздняя дискинезия в некоторых случаях бывает необратима, поэтому в борьбе с ней главную роль играют профилактические меры.

## Клиническая картина
Чаще всего поздняя дискинезия проявляется насильственными непроизвольными движениями хореоподобного характера, вовлекающими ротовую, лицевую область и язык (так называемый букко-лингво-мастикаторный синдром — щёчно-язычно-жевательный). Характерно незаметное начало в виде едва уловимых движений языком и двигательного беспокойства в периоральной области (зона вокруг рта). В более выраженных случаях отчётливо видны почти постоянные движения языка, губ и нижней челюсти. Эти движения часто принимают характер двигательных автоматизмов (самопроизвольных действий), облизывания, сосания, жевания с чавкающими, причмокивающими, жующими и лакающими движениями, иногда с губными пришлёпывающими звуками, придыханием, покряхтыванием, пыхтением, стоном и другими неартикулированными звуками. Нередки также надувание щёк, перекатывание и высовывание языка, более сложные гримасы преимущественно в нижней половине лица. Дискинезии, как правило, могут произвольно подавляться на короткий промежуток времени — например, прекращаться, когда больной подносит пищу ко рту, пока он жуёт, глотает или разговаривает.
Кроме того, может возникать блефароспазм, движения бровей, отведение глазных яблок. При вовлечении дыхательных мышц возникают эпизоды тахипноэ, неритмичное прерывистое дыхание; речь при этом прерывистая, наблюдаются придыхания и охриплость голоса. В тяжёлых случаях вовлекаются мышцы гортани и глотки с нарушением речи и глотания (дизартрия и дисфагия), возможно развитие выраженной дыхательной недостаточности.
Хореоподобный характер дискинезии становится более очевидным, когда она генерализуется: вовлекает не только мышцы лица, но и мышцы конечностей и туловища. Пациент может совершать туловищем раскачивающиеся или закручивающиеся движения, иногда сопровождающиеся характерными движениями таза (копуляторная дискинезия). Может наблюдаться поднимание плеч, выпячивание груди. Движения в конечностях могут быть двусторонними (асимметричными или симметричными) либо односторонними. Пациенты совершают ритмичное сгибание и разгибание кистей, ритмично постукивают носком или пяткой о пол, разгибают и сгибают большие пальцы стопы. У многих пациентов наблюдаются более сложные стереотипные движения: потирание рук, поглаживание головы, застёгивание и расстёгивание пуговиц на одежде, движения пальцев, имитирующие игру на пианино или гитаре, и т. п. Своеобразны изменения ходьбы: причудливость ходьбе придают повторяющиеся хореиформные подёргивания нижних конечностей, неритмичные сгибания и разгибания в коленных суставах, форсированные и кажущиеся нелепыми движения рук, неожиданные переходы на широкий шаг. Останавливаясь, пациент переминается с ноги на ногу или, высоко поднимая ноги, имитирует ходьбу («марш на месте»). Пациенты могут стереотипно приплясывать. Могут наблюдаться гиперкинезы типа жестикуляции, например в виде псевдоэкспрессивных, выразительных движений — «вздымания», «заламывания» рук и др.
Поздняя дискинезия может проявляться в том числе в форме дистонии (поздняя дистония), миоклонии (поздняя миоклония), моторных и вокальных тиков (поздний тик), акатизии (поздняя акатизия), тремора (поздний тремор). Поздняя дистония и поздняя акатизия представляют собой два наиболее инвалидизирующих варианта поздней дискинезии. Часто перечисленные варианты ПД могут сочетаться друг с другом — эта одна из самых характерных особенностей нейролептических дискинезий. Примерно у трети больных с ПД выявляются лёгкие признаки нейролептического паркинсонизма: гипомимия (бедность мимики, застывшее, маскообразное выражение лица), парадоксально сочетающаяся с дискинезией мышц лица, а также короткий шаркающий шаг и согбенная поза. Чаще всего эти признаки наблюдаются в тех случаях, когда поздняя дискинезия начинается на седьмом или восьмом десятилетии жизни. У пациентов с ПД, как правило, можно выявить неравномерное повышение пластического тонуса мышц с симптомом «зубчатого колеса» (прерывистостью, ступенчатостью движений).
Поздняя миоклония наблюдается редко, обычно имеет постуральный (возникающий при удержании определённой позы) характер, вовлекает верхние конечности, иногда мышцы лица и шейные мышцы. Зачастую она возникает после отмены нейролептика и длится в течение нескольких месяцев. Поздний тремор тоже относится к числу редких форм поздней дискинезии, он представляет собой постурально-кинетическое (возникающее при движении) дрожание или дрожание покоя (при отсутствии других признаков паркинсонизма), может вовлекать одну из конечностей, но бывает и генерализованным (распространяющимся на всё тело). Как правило, возникает на фоне приёма нейролептика, однако усиливается после его отмены.
Симптомы поздней дискинезии исчезают во время сна, а их интенсивность колеблется в период бодрствования больного. У некоторых пациентов симптоматика усиливается в состоянии волнения и в психотравмирующих ситуациях.
В большинстве случаев симптомы поздней дискинезии не прогрессируют и проявляются достаточно умеренно, однако у некоторых пациентов они могут быть настолько выражены, что это приводит к инвалидизации больного. При тяжёлой форме наблюдается выраженная дезадаптация, сопровождаемая затруднениями приёма пищи, артикуляции, передвижения и дыхания.
Помимо неврологических изменений, стойкие изменения при поздней дискинезии возникают и в психической сфере: их совокупность описана как проявления психофармакотоксической энцефалопатии (И. Я. Гурович, Э. П. Флейс, 1969). Эти изменения характеризуются пассивностью больных, повышенной психофизической истощаемостью, замедлением интеллектуальных процессов, аспонтанностью, снижением побуждений. У некоторых пациентов наблюдаются признаки персеверации мышления с монотонной, торпидной назойливостью. Проявляется также эмоциональная неустойчивость в сочетании с психической гиперестезией. Легко, по малейшему поводу могут возникать вспышки волнения, тревожного беспокойства с резким усилением неврологических проявлений поздней дискинезии. При этом возникает ажитация, речь становится маловнятной, смазанной, пациенты хотят что-то произнести и не могут, тяжело дышат, ритм дыхания нарушен. Иногда эти состояния внешне похожи на раптоидные: тревожное суетливое возбуждение, при котором больные бесцельно топчутся на месте, с «перехватыванием» дыхания, невозможностью отвечать на вопросы. Тревога быстро угасает, если пациентов оставить в покое, и они вновь возвращаются к прежнему пассивному состоянию.
При поздней дискинезии происходит выраженное ухудшение когнитивных функций. Во всех случаях у пациентов наблюдаются расстройства памяти и внимания (что обнаруживается и при поведении психологического обследования), отмечается некоторое затруднение осмысления, иногда бестолковость. Интеллектуальное снижение более заметно при обилии неврологических проявлений поздней дискинезии, при этом доминируют отвлекаемость, невозможность сосредоточиться, неустойчивость внимания. У части пациентов с ПД присутствует замедление темпа психических процессов и их инертность, иногда аспонтанность и непродуктивность мышления.
Кроме того, может наблюдаться «истеризация» психики с психогенным усилением симптомов ПД в присутствии медперсонала. Истероподобные черты у лиц с поздней дискинезией не удаётся связать с преморбидными особенностями личности пациента; по-видимому, они представляют собой не результат усиления преморбидных свойств личности, а новое качество, возникшее одновременно с другими неврологическими и психическими проявлениями ПД.
Хотя выраженная тревога у пациентов с поздней дискинезией наиболее часто проявляется на этапе сразу после отмены нейролептиков, тревожная окраска настроения иногда сохраняется годами. Отношение больных к имеющимся у них дискинезиям также разнообразно: у некоторых пациентов дискинезии сопровождаются мучительным ощущением в теле (в том числе конечностях), пациенты фиксированы на них, постоянно просят о помощи, другие пациенты, напротив, обычно не замечают нарушений моторики, подобно пациентам с хореей Гентингтона.
| Язык                                                      | волнообразные (червеобразные) движения — ранний признак поздней дискинезии скручивание заметающие движения при закрытом рте (симптом «конфеты во рту») неравномерные отрывистые протрузионные движения (симптом «мухоловки») искажение произвольных протрузионных движений, принимающих вид «тромбонных» |
| Губы                                                      | сморщивание выпячивание (включая симптом «заячьей губы») втягивание, пыхтение причмокивание латеральная ретракция (симптом «трензеля») |
| Челюсть                                                   | открывание рта стискивание челюстей (тризм) скрежетание зубами (бруксизм) передняя латеральная протрузия |
| Выражение лица                                            | гримасничанье блефароклонус блефароспазм нерегулярное поднятие бровей нахмуривание |
| Наклоны шеи (кинетические, конвульсивные или статические) | антероколлис (вниз с приведением подбородка) ретроколлис (запрокидывание головы кзади) латероколлис (наклон к плечу) тортиколлис (ротация головы к плечу) |
| Туловище                                                  | унилатеральная дистония (боковой наклон туловища — синдром «Пизанской башни») спинальная гиперэкстензия аксиальный гиперкинез («копуляционные» движения) |
| Верхние конечности                                        | тики в плечах гиперпронация хореоатетоидные движения отдельных пальцев и всех кистей |
| Нижние конечности                                         | «беспокойные ноги» движения большими пальцами (вывернутые пальцы) ротация в колене выворачивание стопы наружу/внутрь топающие движения ногами |
| Ротоглотка                                                | дисфагия |
| Диафрагма/межрёберные мышцы                               | нерегулярное дыхание |

## Осложнения
Развитие поздней дискинезии может сопровождаться возникновением у пациентов как физических, так и психосоциальных осложнений. К физическим осложнениям относятся:
- прикусы языка, губ, слизистой щёк, разрушение зубов[3], травматическая язва или инфицирование языка, губ, щёк[13]
- приглушённая, порой невнятная речь[13]
- расстройства глотания[13] с нарушением питания, риском аспирации (проникновения желудочного содержимого в дыхательные пути)[3]
- респираторные расстройства в виде нарушения скорости, глубины и ритма дыхания, сопровождаемые рефлективным хрюканьем, фырканьем, затруднённым дыханием[13], обструкция верхних дыхательных путей[3]
- в тяжёлых случаях — частая рвота, аэрофагия, сокращение и растяжение мышц брюшной стенки[13]
- потеря веса — редкое осложнение тяжёлых дискинезий[13]
- склонность к падениям, травмам в результате нарушения походки[13]

Непроизвольные телодвижения, характеризующие позднюю дискинезию, способны привести к существенным психосоциальным
последствиям у пациентов, страдающих этим заболеванием. Пациенты могут подвергаться стигматизации, испытывать чувство стыда, вины, тревоги и гнева; одним из последствий поздней дискинезии может явиться депрессия, а также риск суицида.

## Распространённость
По данным одного из исследований (1995 год), заболеваемость поздней дискинезией после года, двух и трёх лет приёма классических (т. н. типичных) нейролептиков у пациентов пожилого возраста достигает соответственно 26, 52 и 60 %, у молодых пациентов эти показатели составляют соответственно 4, 8 и 11 %. Риск развития ПД у пациентов пожилого возраста высок даже при относительно непродолжительном лечении низкими дозами классических нейролептиков.
Систематизированный обзор 2004 года показал, что при лечении атипичными нейролептиками заболеваемость поздней дискинезией в течение года составляла 0 % у детей, 0,8 % у взрослых, 6,8 % в смешанных группах взрослого и пожилого населения, 5,3 % у пациентов возрасте 54 лет и старше, а при лечении типичным антипсихотиком галоперидолом — 5,4 % у взрослых. Результаты 11 исследований подтверждают, что антипсихотики второго поколения (атипичные) несут меньший риск развития дискинезии, хотя отмечается, что в сравнительных исследованиях использовались относительно высокие дозы галоперидола.
Кумулятивная оценка, проведённая в исследовании Quinn и соавторов (2001), показала, что распространённость поздних экстрапирамидных расстройств на протяжении жизни может приближаться к 100 % для групп пациентов, получающих длительную многолетнюю терапию типичными антипсихотиками.

## Течение заболевания
Обычно дискинезия развивается после многомесячного приёма антипсихотика, но может возникать и после 1—3 месяцев терапии. Иногда она проявляется вскоре (через несколько дней или недель) после отмены антипсихотика, способного до некоторого момента «маскировать» её проявления; отмена антипсихотика может также приводить к увеличению тяжести проявлений поздней дискинезии или появлению новых дискинетических симптомов. По данным D. Jeste и R. Wyatt (1982), через 3 месяца после отмены препарата у 36,5 % больных с дискинезией отмечается выздоровление: отмена сначала приводит к усилению дискинезии, которая, достигнув пика интенсивности в течение 1—2 недель, затем постепенно уменьшается вплоть до полного исчезновения. Таким образом, выделяют обратимую и необратимую, или персистирующую, позднюю дискинезию.
Спонтанная ремиссия более вероятна в первые 2 года после отмены препарата, однако возможна и в более отдалённые сроки — спустя 5 лет или больше. Чем короче был курс лечения, тем более вероятен регресс дискинезии. Вероятность ремиссии зависит также от возраста (у пациентов моложе 60 лет вероятность ремиссии в 3 раза выше, чем у пожилых лиц), характера дискинезии (поздняя дистония обычно имеет более стойкий характер, чем другие формы ПД), но не зависит от тяжести симптомов ПД.
Для поздней дискинезии характерны следующие особенности:
- симптомы становятся заметными после снижения дозы нейролептиков или их отмены;
- симптомы уменьшаются или исчезают при возобновлении лечения нейролептиками или повышения их дозы;
- холинолитические препараты не облегчают состояние пациентов и часто ухудшают проявления поздней дискинезии.

## Факторы риска и причины
К факторам риска развития поздней дискинезии относятся:
- наличие острых экстрапирамидных расстройств[12][17]
- женский пол[17]
- пожилой возраст[12][17]
- детский возраст[18]
- предшествующие началу терапии заболевания ЦНС[7][17] (менингоэнцефалит в анамнезе, арахноидит, черепно-мозговая травма, церебральный атеросклероз и т. п.[7])
- болезнь Паркинсона в семейном анамнезе[12]
- аффективные нарушения[17] (особенно депрессия[19])
- выраженные когнитивные нарушения[3]
- задержка умственного развития[20]
- постменопауза[19]
- сахарный диабет[19]
- высокая доза антипсихотика[2][12]
- большая длительность нейролептической терапии[2][12]
- «лекарственные каникулы» (прерывистая терапия антипсихотиком)[2]
- длительное применение холинолитиков вместе с антипсихотиками[2]
- злоупотребление алкоголем[2]
- курение[13]
- проведение электросудорожной терапии[21]

Метоклопрамид (препарат, используемый для лечения желудочно-кишечных расстройств), как и нейролептики, нередко может вызывать позднюю дискинезию, в большом проценте случаев сохраняющуюся у пациентов длительное время после отмены этого лекарственного средства. Иногда поздняя дискинезия может развиваться даже вследствие применения антидепрессантов, в том числе и антидепрессантов современных поколений: отмечены случаи возникновения ПД вследствие приёма пароксетина, флуоксетина, кломипрамина, амоксапина, доксепина. В редких случаях позднюю дискинезию вызывает также приём фенитоина, препаратов лития, дифенгидрамина (димедрола).

### Особенности принимаемого антипсихотика
Поздняя дискинезия наиболее часто развивается вследствие использования традиционных, «типичных» нейролептиков (в особенности сильнодействующих, обладающих высоким сродством к D2-рецепторам в стриатуме, таких как галоперидол, трифтазин). При лечении атипичными нейролептиками дискинезия развивается значительно реже. Наблюдения в течение года показали, что риск возникновения поздней дискинезии при применении атипичного антипсихотика оланзапина в 17 раз меньше, чем при применении галоперидола. Поздняя дискинезия отмечалась при приёме всех доступных типичных антипсихотиков.
Высказывается также (на основе некоторых данных) мнение, что риск возникновения дискинезии при приёме атипичных антипсихотиков снижается значительно меньше, чем предполагалось ранее: разница, возможно, лишь в два-три раза по сравнению с приёмом классических нейролептиков или даже менее. Он приближается к риску дискинезии при приёме низкопотентных типичных антипсихотиков (то есть таких, которые, в отличие от сильнодействующих, высокопотентных, обладают низким сродством к D2-рецепторам, например неулептил, тиоридазин). Рисперидон и его активный метаболит палиперидон (инвега) в больши́х дозах могут обладать высоким риском поздней дискинезии, в то же время этот риск невелик при приёме клозапина и, вероятно, кветиапина и арипипразола.

## Патогенез
Патогенез поздней дискинезии остаётся неясным, однако, согласно традиционным представлениям, в основе её предположительно лежит компенсаторное увеличение числа дофаминовых рецепторов и развитие гиперчувствительности D1-рецепторов в стриатуме вследствие продолжительной блокады рецепторов дофамина нейролептиками. Гиперчувствительность D1-рецепторов приводит к усилению активности так называемого «прямого пути», который следует от стриатума непосредственно к выходным структурам базальных ганглиев (медиальному сегменту бледного шара и ретикулярной части чёрной субстанции) и далее через таламус к коре, в норме облегчая адекватные в данный момент движения, инициированные в премоторной коре. Альтернативное или дополняющее объяснение — дисфункция ГАМК-ергических нейронов в стриатуме и снижение активности берущего от них начало «непрямого пути», который следует от стриатума к выходным структурам базальных ганглиев через латеральный сегмент бледного шара и субталамическое ядро и в норме приводит к торможению неадекватных движений. Важную патогенетическую роль, возможно, играет также окислительный стресс, индуцируемый нейролептиками.
Гипотеза дофаминовой сверхчувствительности подвергалась критике; впоследствии была выдвинута другая гипотеза: в патогенез поздней дискинезии вовлечено несколько нейротрансмиттерных систем — к ним относятся дофаминергическая, норадренергическая, ГАМК-ергическая, холинергическая, пептидная системы. Высказывается утверждение, что поздняя дискинезия может быть связана с повышенной центральной дофаминергической и норадренергической активностью и со снижением ГАМК- и холинергической активности. Вполне возможно (хотя и не доказано), что существует несколько подтипов поздней дискинезии, для которых характерны различные профили нейрохимических изменений. Интерес исследователей также сосредоточен на индуцированной нейролептиками патологии нейронов — снижении плотности нейронов в стриатуме. В результате блокады дофаминовых рецепторов может усиливаться высвобождение глутамата, который в высокой дозе способен оказывать токсическое действие на клетки-мишени (в частности ГАМКергические стриарные нейроны).
Предполагают также, что одним из основных факторов, которые способствуют повреждению нейронов базальных ганглиев при длительном приёме нейролептиков, является индуцируемый ими окислительный стресс — резкое увеличение продукции свободных радикалов и других активных форм кислорода, превышающее возможности антиоксидантной защиты организма. Благодаря своей липофильности нейролептики могут встраиваться в клеточные мембраны и нарушать энергетический метаболизм клеток; вызывать дисфункцию митохондрий и усиливать продукцию активных форм кислорода, запускающих структурные и функциональные изменения в нейронах.

## Диагностика

### Критерии DSM-IV
Диагноз нейролептической поздней дискинезии устанавливают в соответствии с американской классификацией DSM-IV:
- А. Непроизвольные движения языка, челюсти, туловища, конечностей, возникающие в связи с назначением нейролептиков.
- В. Непроизвольные движения наблюдаются на протяжении не менее чем 4 недель и характеризуются следующими проявлениями:
  - хореиформные движения;
  - атетоидные[прим 2] движения;
  - ритмические движения (стереотипии).
- С. Симптомы группы А и В возникают в процессе нейролептической терапии или в течение 4 недель после отмены обычных и 8 недель после отмены депо-нейролептиков.
- D. Длительность лечения нейролептиками должна составлять не менее 3 месяцев (1 месяц, если возраст больного 60 лет и старше).
- E. Симптомы группы А и В не должны быть обусловлены неврологическим или каким-либо общесоматическим заболеванием (хореей Гентингтона, болезнью Вильсона, хореей Сиденгама и другими заболеваниями), а также назначением других препаратов (L-допа, бромокриптин).
- F. Симптомы группы А и В не должны являться проявлением острой нейролептической дистонии (острой дискинезии).[10]

### Дифференциальная диагностика
Существует множество первичных неврологических расстройств, сходных с поздней дискинезией.
Неврологические расстройства
- Болезнь Вильсона[20].
- Болезнь Хантингтона[20].
- Новообразования мозга[20].
- Синдром Фара (Fahr)[20].
- Идиопатические дистонии (включая блефароспазм, оромандибулярную дистонию[прим 3], лицевые тики)[20].
- Синдром Мейжа[прим 4] (Meige)[20].
- Торсионная дистония[20].
- Постгипоксические или постэнцефалитические экстрапирамидные симптомы[20].

Лекарственные средства и токсины, применением которых могут вызываться сходные расстройства
- Антидепрессанты[20].
- Литий[20].
- Антихолинергические средства[20].
- Фенитоин[20].
- L-допа и агонисты дофамина[20].
- Амфетамины и родственные им стимуляторы[20].
- Магний и другие тяжёлые металлы[20].
- Оральные контрацептивы[5].
- Алкоголь[5].

Соматические заболевания
(Необходимость дифференциального диагноза возникает в тяжёлых случаях — при генерализованных движениях)
- Гипертиреоз[5].
- Системная красная волчанка[5].

Важно отличать букко-лингво-мастикаторную дискинезию от схожих с ней дискинезий, вызванных приёмом антипсихотиков, — прежде всего от «синдрома кролика» и от так называемой «парадоксальной поздней дискинезии». «Синдром кролика» является разновидностью нейролептического паркинсонизма и регрессирует после отмены нейролептика и назначения холинолитика. «Парадоксальная поздняя дискинезия» проявляется орофациальными стереотипиями, хореоподобным гиперкинезом в туловище и конечностях, однако, в отличие от ПД, не уменьшается, а усиливается при увеличении дозы антипсихотика. Как и ранние нейролептические осложнения, она возникает в первые дни или недели лечения, чаще всего у молодых пациентов (до 55 лет) и регрессирует в течение нескольких дней или недель после снижения дозы или отмены антипсихотика и при назначении холинолитика (в то время как истинную позднюю дискинезию назначение холинолитика усиливает).

## Лечение и профилактика
Лечение поздней дискинезии затруднительно, те или иные меры зачастую не приводят к положительному результату. Поэтому следует акцентировать внимание на её профилактике, которая включает в себя избегание неоправданного и длительного применения нейролептиков без регулярного обследования пациента и раннее распознавание дискинезии. Использование нейролептиков должно быть ограничено лишь теми ситуациями, когда они действительно показаны.
Прежде чем проводить долгосрочное лечение антипсихотиками, необходимо рассмотреть альтернативные варианты лечения. В частности, пациенты с аффективными нарушениями, тревожными или личностными расстройствами не должны принимать классические нейролептики в течение длительного времени, если не имеется абсолютных доказательств, что клиническая польза перевешивает потенциальный риск развития поздней дискинезии. Кроме того, следует избегать длительного применения классических нейролептиков при лечении пациентов с задержкой умственного развития, органическими синдромами, а также у пожилых лиц в связи с высоким риском возникновения поздних гиперкинезов у данных групп пациентов. Осторожность следует соблюдать при применении нейролептиков у пациентов, у которых наблюдается склонность к развитию острых экстрапирамидных гиперкинезов (острой дистонии, акатизии).
При необходимости использовать нейролептики следует применять наименьшие из эффективных при лечении данного пациента дозы, особенно в пожилом возрасте. Следует, если возможно, назначать атипичные нейролептики, а не классические.
Перед началом терапии нейролептиками необходимо обследовать пациентов на предмет наличия дискинезий, затем обследовать каждые 6 месяцев либо же при изменении дозы, а также при возникновении подозрительных движений. При обследовании желательно использовать стандартизированные оценочные шкалы непроизвольных патологических движений.
В случае развития поздней дискинезии необходимо предпринять один из следующих вариантов:
- отменить нейролептик;
- уменьшить дозу;
- заменить его каким-либо другим нейролептиком, с которым связан меньший риск поздней дискинезии[4][26] (атипичные нейролептики: оланзапин, кветиапин, клозапин и т. п.[1] — или производные бензамида: сульпирид, тиаприд[3]).

Любой из этих вариантов может вызвать медленный спонтанный регресс дискинезии на протяжении нескольких недель, месяцев или лет, однако у значительной части больных дискинезия остаётся без изменений. Чем моложе пациент и чем короче был курс лечения нейролептиком, вызвавшим дискинезию, тем выше вероятность спонтанной ремиссии.
У тех больных с поздней дискинезией, чьё состояние не позволяет продолжать приём антипсихотиков, эффективное ослабление как двигательных, так и психотических симптомов возможно при применении лития, карбамазепина или бензодиазепинов.
Иногда отмена нейролептика провоцирует усиление дискинезии. Однако ухудшение при отмене нейролептика носит временный характер, тогда как при продолжении его приёма в той же дозе шансы на улучшение состояния значительно уменьшаются.
Резкая отмена антипсихотика обычно не рекомендуется: желательно постепенное снижение дозы во избежание риска синдрома отмены или обострения психической симптоматики, для терапии которой был назначен нейролептик. Постепенное снижение дозы некоторые авторы рекомендуют и при поздней дискинезии.

### Лечение. Мнения представителей мировой медицины
Согласно заключению ряда исследователей, систематически оценивавших различные варианты исходов при поздней дискинезии, в настоящее время не существует единых чётко сформулированных формализованных алгоритмов лечения этого расстройства.
Для лечения поздней дискинезии в США одобрен валбеназин, эффективность которого была доказана в клинических испытаниях, прошедших с участием 234 пациентов. По сравнению с плацебо валбеназин, применявшийся в течение 6 недель, значительно снизил выраженность дискинезии. Однако этот препарат может вызывать серьёзные побочные эффекты, включая сонливость, проблемы с сердечным ритмом (удлинение интервала QT). Также есть данные о пользе при поздней дискинезии другого препарата со сходным действием — тетрабеназина, побочными эффектами которого являются депрессия, паркинсонизм и сонливость. Дейтированная форма тетрабеназина — деутетрабеназин — является вторым препаратом, одобренным для лечения поздней дискинезии.
В руководстве, выпущенном Американской психиатрической ассоциацией в 2004 году, отмечается, что позднюю дискинезию пытались лечить множеством препаратов, обычно безуспешно: в небольших клинических испытаниях исследовали бензодиазепины, антихолинергические средства, антагонисты кальция, стимуляторы ГАМК-рецепторов, незаменимые жирные кислоты, эстрогены и инсулин, но ни одно из этих средств не оказало влияния на течение поздней дискинезии.
Кохрановские обзоры не выявили доказательств в пользу антагонистов кальция, витамина E, средств, усиливающих холинергическую передачу, применения либо отмены антихолинергических средств, применения ботулинического токсина, эндорфина, жирных кислот, инсулина, лития, налоксона, эстрогенов, пирацетама, триптофана, нейрохирургии, электросудорожной терапии. Отмечается, что необходимы дальнейшие исследования действия этих лекарственных средств при ПД. Не обнаружено также достаточных доказательств в пользу бензодиазепинов и агонистов ГАМК (вальпроат натрия, баклофен и др.).
Систематизированный обзор и метаанализ, результаты которого были опубликованы в журнале Schizophrenia Research (1999), показал эффективность леводопы, оксипертина, вальпроата натрия, тиаприда, витамина E и в то же время продемонстрировал неэффективность баклофена, диазепама и деанола.
По данным на 1997 год (Schizophrenia Bulletin), отмечается слабый эффект клозапина, который тем не менее, видимо, может быть действительно эффективен при длительном лечении. У пациентов с поздней дистонией желательно применение холинолитиков и ботулинического токсина. Позднее в Schizophrenia Bulletin отмечалось, что риск агранулоцитоза, смертельно опасного осложнения, характерный для клозапина, существенно ограничивает применение этого препарата в лечении ПД: он должен использоваться только при тяжёлой поздней дискинезии (в особенности — поздней дистонии).
Есть данные о возможной эффективности мелатонина, высоких доз витаминов, а также различных антиоксидантов как средства профилактики и лечения поздней дискинезии. Необходимы дальнейшие исследования, однако исследования показали, что при приёме этих препаратов поздняя дискинезия у лиц, принимающих нейролептики, развивается значительно реже.
В рекомендациях Американской академии неврологии сделан вывод о том, что при лечении поздней дискинезии, вероятно, полезен экстракт гинкго билоба; однако данные, подтверждающие это, ограничены стационарными пациентами с шизофренией.
Существуют данные о возможности лечения поздней дискинезии методом поведенческой психотерапии: проводились исследования такого рода, причём, в отличие от фармакологического и нейрохирургического лечения, поведенческая терапия характеризуется отсутствием риска значительных побочных эффектов.

### Лечение. Мнения российских медиков
По утверждениям, содержащимся в публикациях российских авторов, симптоматическая терапия должна зависеть от типа гиперкинеза:
- При хореоподобном гиперкинезе (а также при стереотипиях[3]) нужно отменить холинолитики, которые могут в этом случае усугублять проявления дискинезии[1]. Некоторые авторы утверждают, что при данном типе дискинезии необходимо:

1. В первую очередь назначить средства, улучшающие ГАМК-ергическую передачу: клоназепам, диазепам, баклофен, вальпроат натрия, габапентин.[1]
2. Возможно, также назначить эффективные в ряде случаев центральные симпатолитики (резерпин), сульпирид или оланзапин.[1]
3. В резистентных случаях — карбамазепин, антагонисты кальция (верапамил, дилтиазем, нифедипин), малые дозы агонистов дофаминовых рецепторов (бромокриптин), препараты магния, клонидин[1]; иногда улучшения можно добиться с помощью эстрогенов, налоксона, препаратов магния, папаверина, антисеротониновых средств (ципрогептадина[англ.]), опиатов, глицина и др.[3]
4. Также у отдельных пациентов удавалось добиться улучшения с помощью средств, усиливающих холинергическую передачу: предшественников ацетилхолина (холин), антихолинэстеразных препаратов (такрин[англ.]), меклофеноксата (ацефен).[1]

- При поздней дистонии холинолитики могут быть, напротив, полезны — наряду с симпатолитиками, клоназепамом, клозапином[1], баклофеном и инъекциями ботулотоксина[3]. При поздней акатизии наиболее эффективными могут быть бета-блокаторы, резерпин[1] и клозапин[3]. При поздней миоклонии — клоназепам, вальпроат натрия, при поздних тиках — нейролептики и клонидин, при позднем треморе — резерпин, бета-блокаторы (пропранолол) и бензодиазепины (клоназепам)[3].

В связи с наличием у многих больных церебральной органической недостаточности российские авторы советуют включать в схему терапии препараты нейрометаболического действия (ноотропил, пикамилон, пантогам, фенибут и т. п.), методы общеукрепляющей терапии и физиотерапии.
Указывается, что некоторого уменьшения выраженности дискинезий можно добиться при применении акинетона внутримышечно или внутривенно, применения лития, лецитина, физостигмина, амантадина сульфата, клоназепама. Рекомендуется и использование при поздней дискинезии таких нейролептиков, как тиоридазин, клозапин, в низких дозах. Некоторые авторы рекомендуют использование метилдопы, антидепрессанта кароксазона, витаминов группы B, тиаприда, дексетимида.
Учитывая участие окислительного стресса в патогенезе дискинезии, в комплексное лечение советуют включать антиокислительные препараты: витамин E и другие антиоксиданты.
Особые трудности могут возникнуть при комбинации ПД с паркинсонизмом: антидискинетические средства (нейролептики, резерпин) могут усиливать паркинсонизм, антипаркинсонические (в частности, холинолики) — усиливать дискинезию. В этих случаях рекомендуют искать компромисс, в первую очередь воздействуя на более выраженное расстройство, приносящее пациенту наибольшие неудобства.